# Kerkera
Kerkera (em árabe: الكركرة), também escrito Karkira, é uma comuna localizada na província de Skikda, Argélia. De acordo com o censo de 2008, a população total da cidade era de 27 177 habitantes.